# کوشیمیزو، هوکایدو
کوشیمیزو (小清水町)، (به لاتین: Koshimizu, Hokkaido) شهری در ژاپن است که در ناحیه شاری از استان هوکایدو واقع شده است. کوشیمیزو ۵٬۶۹۸ نفر جمعیت دارد.

## جغرافیا
شهر کوشیمیزو تحت اداره دفتر توسعه اُخُتسک قرار دارد. این شهر در قسمت شرقی منطقه قرار گرفته و از سمت شمال به دریای اختسک محدود می‌شود. خط اصلی راه‌آهن سن‌مو در امتداد ساحل این شهر به‌صورت شرقی-غربی قرار دارد. در جنوب شهر، مناطق کوهستانی و تپه‌هایی وجود دارد. کوه موکوتو (۱۰۰۰ متر) و دریاچه توفوتسو از جاذبه‌های طبیعی این منطقه هستند. نام این شهر از واژه‌ای در زبان آینو به معنای «رود سرد کوچک» گرفته شده است.

## پیشینه
شهر کوشیمیزو در کرانه شرقی رودخانه پون یامپت، یکی از شاخه‌های رودخانه تومیبتسو، که نام آینو آن «پون یامپت» (رودخانه کوچک/سرد) است، واقع شده است و در سال ۱۸۹۱ (مئیجی ۲۴) تأسیس شد. هنگامی که نام ایستگاه بر روی زمین قرار گرفت، «کوشیمیزو» از یک ترجمه آزاد از نام آینو نامگذاری شد.

## آب و هوا
بر اساس طبقه‌بندی آب و هوای کوپن، شهر کوشیمیزو متعلق به آب و هوای مرطوب قاره‌ای است. آب و هوای قاره ای متمایز با اختلاف دمای زیاد و دامنه دمایی سالانه و روزانه زیاد دارد. برف زیاد می‌بارد و به عنوان منطقه برف سنگین تعیین شده است. در مقایسه با مناطق داخلی که توسط مناطق کوهستانی احاطه شده‌اند (مانند هوکایدو مرکزی)، دریای اوخوتسک بارش برف کمتری را دریافت می‌کند و اگرچه بسته به روز تفاوت دما وجود دارد، اما میانگین دما متوسط است.